# Tsavo West nationalpark

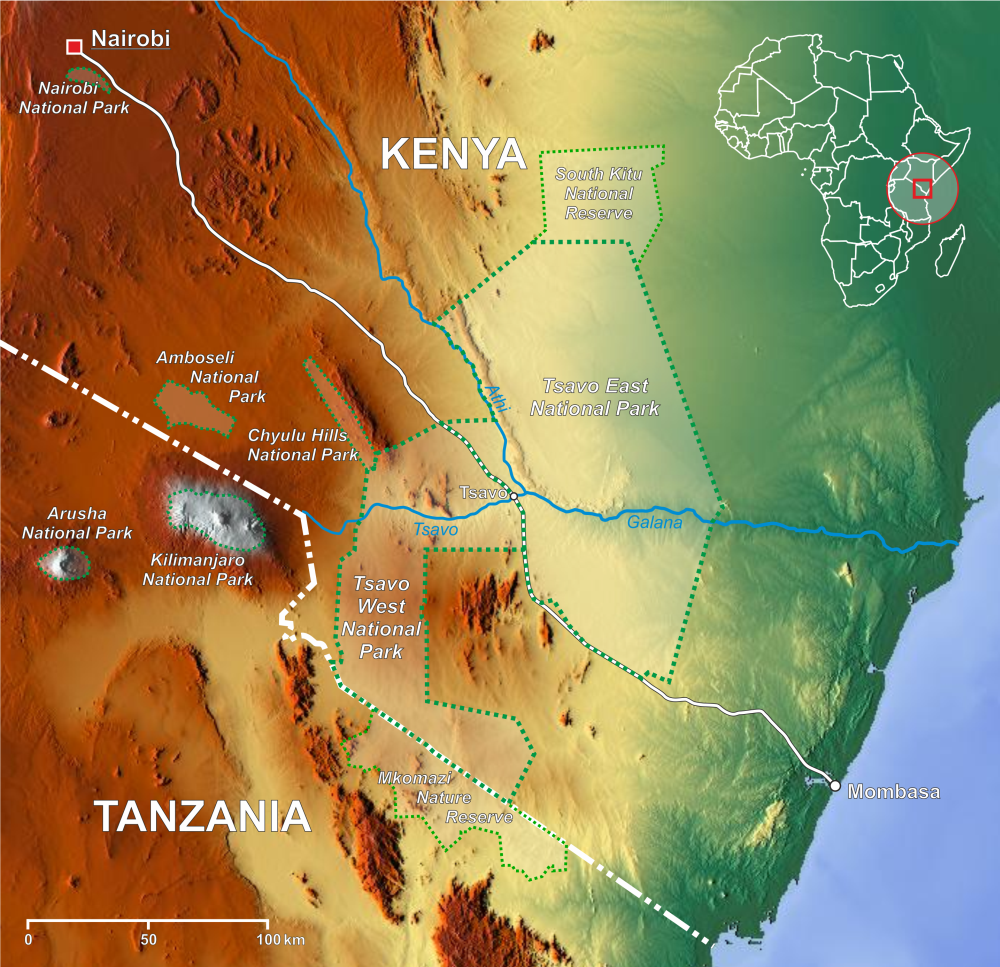
Karta på engelska som visar nationalparkens läge.

Tsavo West nationalpark är en nationalpark i Kenya i östra Afrika som inrättades den 1 april 1948 tillsammans med den östra delen. Redan i maj 1948 skildes den gamla nationalparken i två delar för att åstadkomma en bättre administration.
Med en yta av 7 065 kvadratkilometer motsvarar den ungefär 30% av alla nationalparker i landet. Nationalparken sträcker sig från gränsen till Tanzania till vägen mellan Nairobi och Mombasa, via Tsavo. Landskapet består av savann och har mer kullar och berg än den östra delen. I området kring källan Mzima Springs finns en yppig vegetation och där finns möjlighet att titta på krokodiler och flodhästar. I ett inhägnat område med namnet Rhino sanctuary lever några av de sista spetsnoshörningarna. I anslutning till nationalparken inrättades några privata skyddszoner.
Regionen är ökänd för två människoätande lejon som 1898 dödade uppskattningsvis 130 byggarbetare anställda för ett järnvägsprojekt. Historien nedtecknades 1907 av jägaren John Henry Patterson och 1996 utkom en filmversion av händelsen under namnet Savannens Härskare (originaltitel: The Ghost and the Darkness) regisserad av Stephen Hopkins.